# Kahlenberg am Sievenicherhof
Kahlenberg am Sievenicherhof  ist ein Naturschutzgebiet, das zum größeren Teil ganz im Norden der Gemarkung Trier, zum deutlich kleineren Teil im Gemeindegebiet von Trierweiler nahe an der Bundesstraße 51 und dem der Straße gegenüberliegenden Industriegebiet von Trierweiler-Sirzenich liegt. Das Gebiet ist zuvorderst ein Orchideenschutzgebiet, ist eingezäunt und darf ohne Sondererlaubnis nicht betreten werden. Ein erheblicher Teil der Orchideenwiesen ist von außerhalb des Zauns gut einsehbar. In manchen Bereichen wachsen diese auch außerhalb des Begrenzungszauns.

## Geschichte
Das heutige Schutzgebiet ist heute kaum mehr als Berg zu erkennen. Grund hierfür ist der Kalkabbau in der zweiten Hälfte des 19. Jahrhunderts. Danach diente das Gebiet als Weide und nach dem Zweiten Weltkrieg als Übungs- und Sprengplatz für die Französische Armee. Aus dieser Zeit sind in der Landschaft Kuppen, Tälchen, Steilhänge und Mulden, teilweise zugewachsene Wege und kleine Kalksteinabbrüche vorhanden.
Das Gebiet wurde 1990 zum Schutzgebiet erklärt. Es wurde viele Jahre von ehrenamtlichen Naturschutzbund Deutschland-Aktiven gepflegt. Derzeit erfolgt die Pflege durch ein professionelles Unternehmen. Die Pflege ist notwendig, da das Gebiet heute nicht mehr beweidet wird und ohne Pflege die Freiflächen schnell verbuschen würden und damit auch für die Orchideen kein Lebensraum mehr vorhanden wäre.

## Lage und Schutzzwecke
Der Boden ist aufgrund seiner Trockenheit von Natur aus nährstoffarm. Er  bietet deshalb besonders günstige Voraussetzungen für Pflanzen, die sich an diese kargen Bedingungen angepasst haben und in einer nährstoffreicheren Umgebung von anderen Pflanzen überwuchert würden.
Schutzzweck ist deshalb zuvorderst die Erhaltung von orchideenreichen Halbtrockenrasen und Trockenrasen mit angrenzenden Gebüschformationen und Mischwaldbereichen. Diese bieten bedrohten Tier- und Pflanzenarten sowie deren Lebensgemeinschaften einen geeigneten Lebensraum. 

## Flora und Fauna
An seltenen Pflanzen wachsen in dem Gebiet unter anderem der Deutsche Enzian, der  Gefranste Enzian die Gewöhnliche Küchenschelle, die Ästige Graslilien, sowie den Orchideenarten Männliches Knabenkraut und Große Zweiblatt. An Tieren sind unter anderem der Neuntöter, der Silbergrüne Bläuling und die Schlingnatter nachgewiesen.

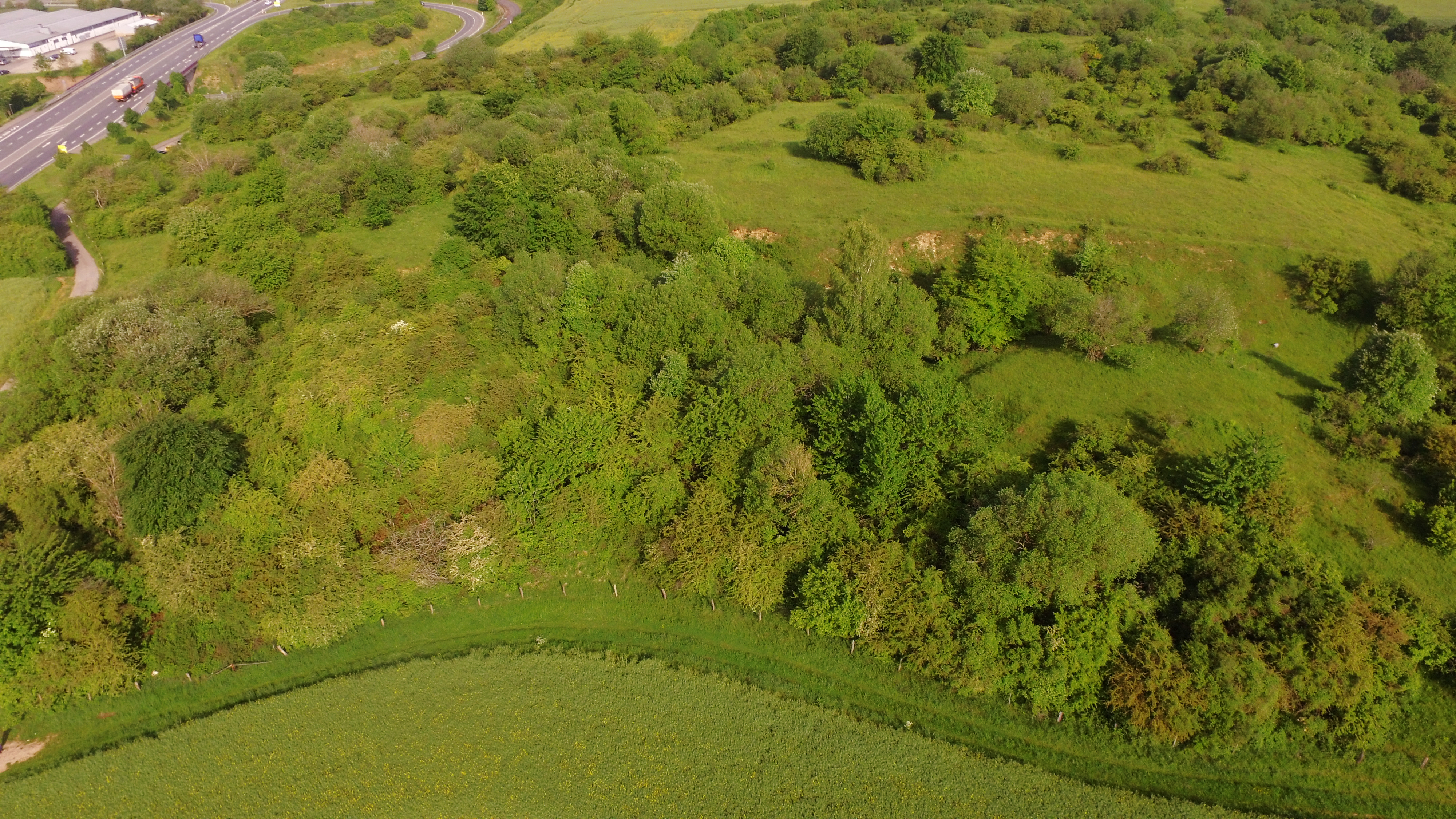
Südöstlicher Teil des Schutzgebiets
Orchideenwiese hinter der Einzäunung
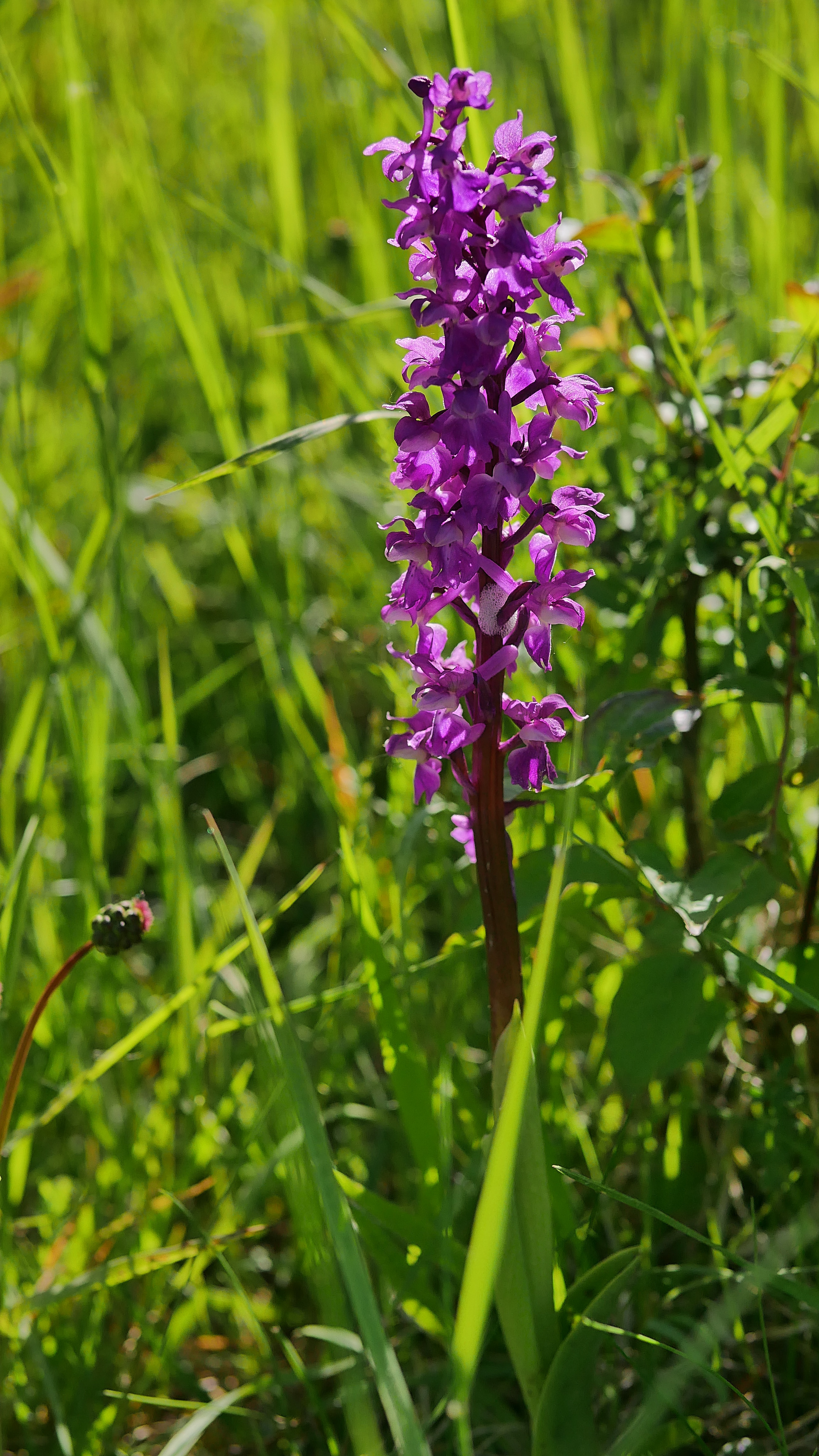
Mannsknabenkraut
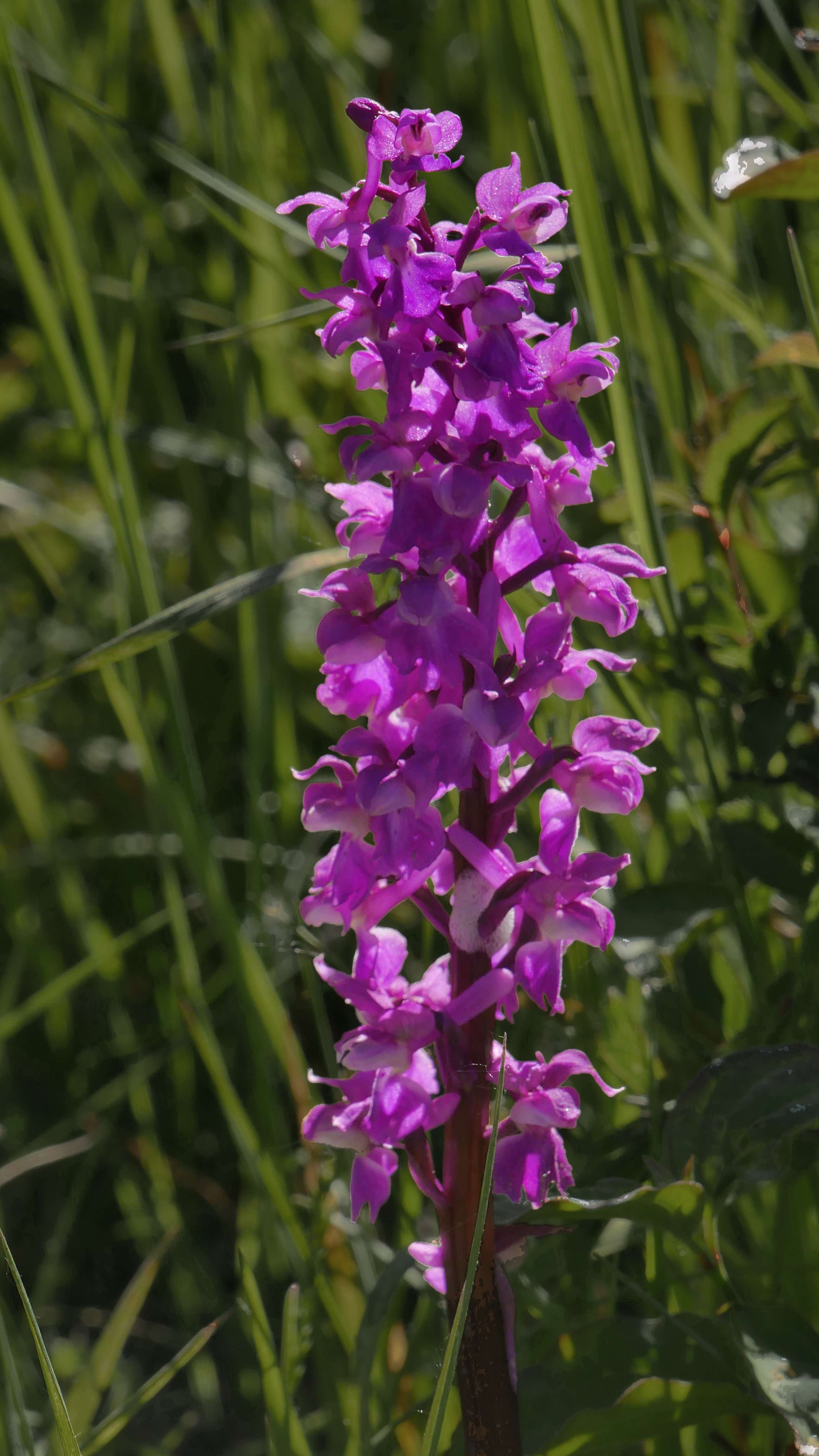
Mannsknabenkraut
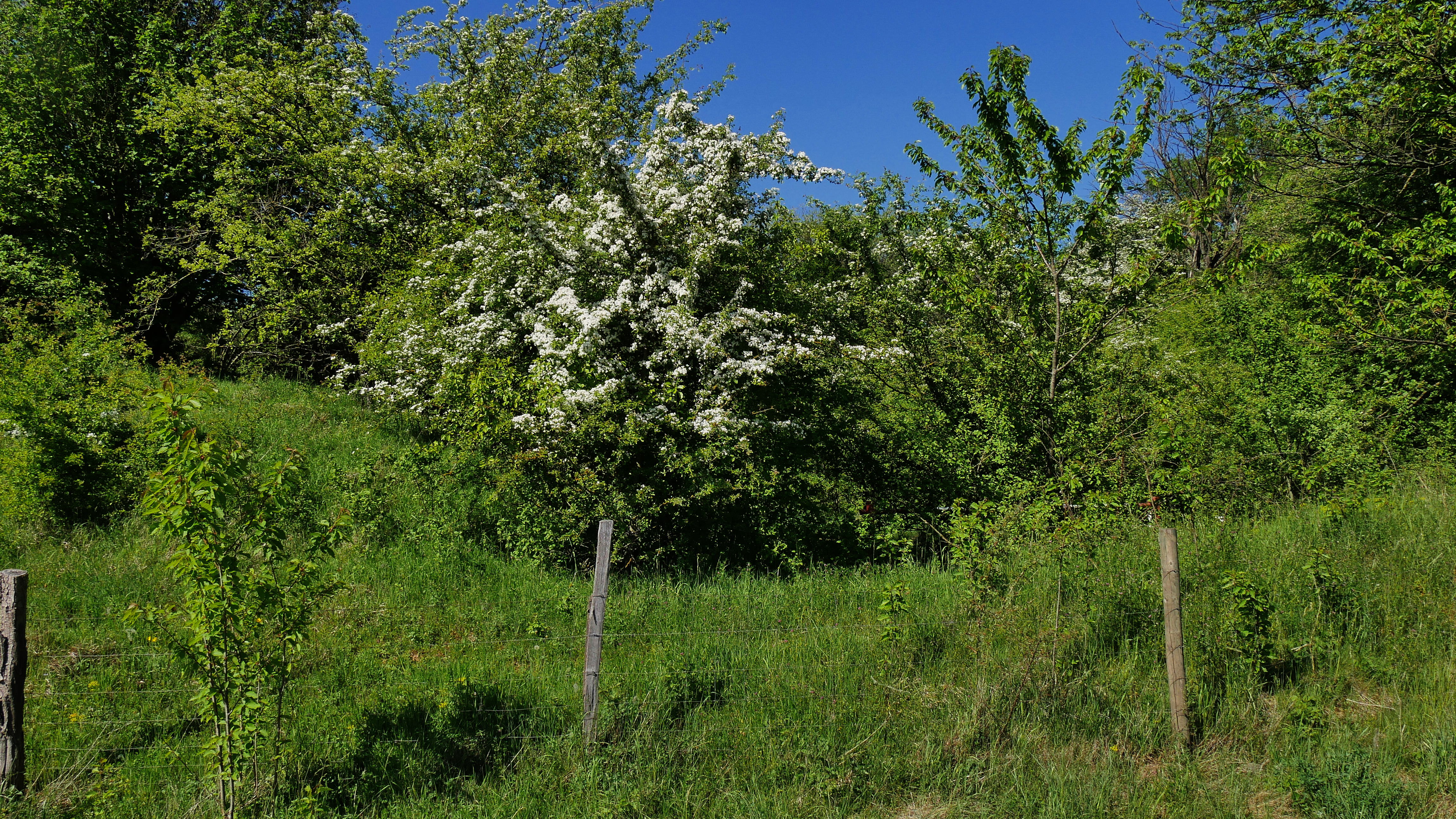
Büsche und blühende Weißdorne
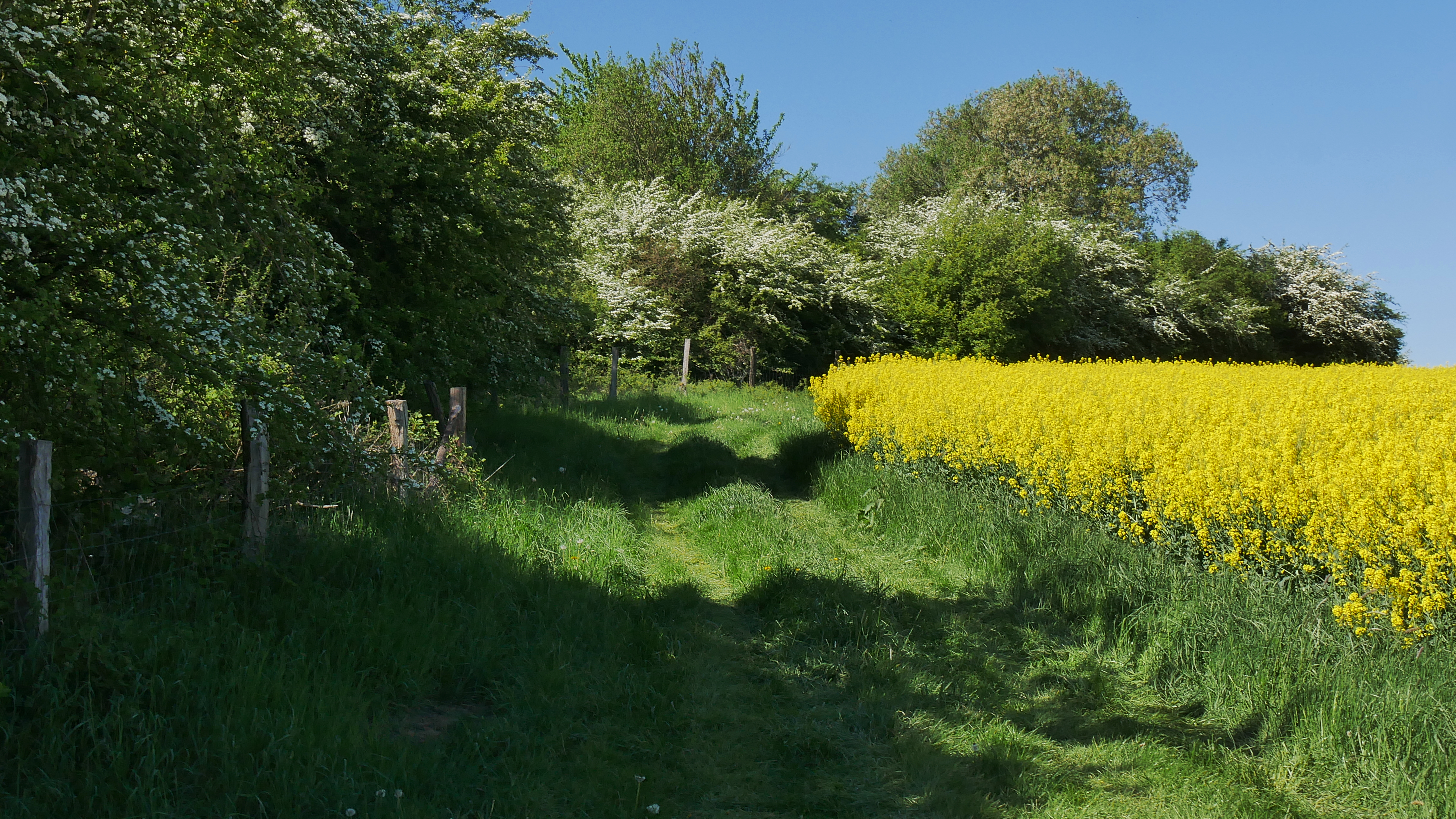
Büsche am Rand des Schutzgebiets